# 斯通布拉夫 (印地安納州)
斯通布拉夫（英語：Stone Bluff）是位於美國印地安納州方廷縣的一個非建制地區。該地的面積和人口皆未知。